# Hohenems
Hohenems er en by i Østrig i Vorarlberg i distrikt Dornbirn. I byen finder man Palast Hohenems, den tidligere residens af greve Graf von Hohenems. I det 18. århundrede blev to af de tre vigtigste manuskripter af Nibelungenlied fundet i slotsbiblioteket. I Hohenems boede fra det 17. til 19. århundrede mange jødiske familier. I det 20. århundrede blev Hohenems verdenskendt gennem musikfestivalen Schubertiade.

## Geografi
Hohenems er beliggende i Vorarlberg, den vestligste delstat i Østrig, midt i Alpenrheintal ved grænsen til Schweiz på 432 meter højde. 42 % af arealet er skovklædt.

## Historie

### Byvåben og oprindelse af huset Hohenems
Byvåbnet for Hohenems, Stenbukken, bør kunne føres tilbage til det samme heraldiske dyr som i byvåbnet for Graubünden, da den første skriftlige omtale af denne familie er fundet for år 1170 med Ober- eller Wälsch-Ems i Chur. Om disse grever vitterlig kommer fra dette sted, er der ikke enighed om, historikeren Andreas Ulmer fremsætter den formodning, at greverne af Ems muligvis også har en forfader i "Hainricus de Amides", en halvbror af den sidste greve af Bregenz ved navn Rudolf (død 1160).

### Middelalder
Hvornår man begyndte at bosætte sig i Hohenems-området er ukendt. Siden udgangen af det 12. århundrede hørte Ems-slægtens Burg Altems til blandt de mest indflydelsesrige og største borganlæg (350 meter lang og 80 meter bred) i det sydlige Tyskland (området tilhørte hertugdømmet Bayern på det tidspunkt - se Det tysk-romerske Rige). Staufer-fæstningen fungerede som forvaring for prominente fanger, såsom Wilhelm III. af Sicilien fra år 1195 eller ærkebiskop Bruno IV af Sayn i år 1206. I 1406 blev byen Ems jævnet med jorden i Appenzellerkrigene.
I år 1333 blev Hohenems bevilget byrettigheder, men dette blev ikke ført ud i livet, fordi man ikke havde midler til at opføre en bymur.

### Frit Rigsgrevskab
Kejser Ferdinand I ophøjede Ems til et rigsgrevskab den 27. april 1560. Ved foden af Schloßberg blev der opført et renæssancespalads. I år 1570 besøgte Karl Borromæus Grev Jakob Hannibal, gift med hans halvsøster Hortensia. Den helgenkårede Karl Borromæus er skytshelgen til byen Hohenems. Grev Kaspar von Hohenems erhvervede "Rigsgrevskab Vaduz" og "Freiherrschaft Schellenberg" og gav grevskabet Hohenems Amt markedsrettigheder.
I slutningen af det 18. århundrede fik Hohenems international berømmelse, fordi man opdagede dele af Nibelungenlied: 1755 fandt læge Jacob Hermann Oberreit håndskrift C i paladsets bibliotek, og 1779 dukkede håndskrift A op.

### Habsburgerne
1765 blev grevskabet Hohenems overtaget af Østrig. Huset Habsburg styrede Hohenems skiftevis fra Tyrol og Vorderösterreich (Freiburg im Breisgau). Fra 1805 til 1814 tilhørte området Bayern, herefter efter fire års tvist om ejerskabet, blev det igen ført tilbage til Østrig.
Hohenems har tilhørt den østrigske delstat Vorarlberg siden denne delstat blev grundlagt i år 1861.

### Republikken Østrig
Byen var 1945 til 1955 del af den franske besættelseszone i Østrig. Da distrikt Dornbirn blev stiftet i 1969 blev kommunen en del af dette distrikt. Hohenems blev ophøjet til by i 1983, og er den yngste by i Vorarlberg.

### 20. århundrede
Med Rhinens regulering (se Alpenrhein#Regulering) endte i 1923 den århundredelange fare for oversvømmelser, og det gjorde det muligt at bebo et større område.
Derfor fik Hohenems i 1983 af delstatsregeringen Vorarlberg i anledning af 650-årsdagen for loven af 1333 (se ovenfor) bystatus.

### Det Jødiske Hohenems
Jødisk historie i Hohenems begynder, da de første jøder bosatte sig i 1617 under grevefamiliens beskyttelse (med en såkaldt Schutzbrief) og endte i 1942 med deportation til KZ-lejren Theresienstadt, hvor også de fleste danske jøder endte. Sammen med den tidligere Christengasse (i dag Marktstraße) udgør det tidligere jødiske kvarter kernen i det historiske Hohenems. I dag er mange spor af jødisk historie blevet synlige i byen, men der er ikke noget jødisk samfund her længere. Ud over synagogen, skolen ("Klaus"), fattighuset og badene ("Mikwe") er Kaffehaus Kitzinger, grundlagt i år 1797, bemærkelsesværdigt. Indtil første halvdel af det 19. århundrede voksede samfundet bestandigt. Med dannelsen af dobbeltmonarkiet Østrig-Ungarn i 1867 fulgte visse generelle borgerrettigheder, hvilket førte til en stærk udvandring til omgivende, også schweiziske, byer. I 1935 havde det jødiske samfund stadig 35 medlemmer. Efter krigens afslutning i 1945 blev jødiske flygtninge midlertidigt optaget. Den jødiske kirkegård bliver lejlighedsvis stadig brugt som gravplads. Men ingen af de tidligere sognebørn kom hjem.

## Kultur og seværdigheder

### Museer

#### Det Jødiske Museum Hohenems
"Jüdisches Museum Hohenems" er et regionalt museum med international appel. Det skal være til minde om de landlige, jødiske samfund Hohenems og dets mange bidrag til udviklingen af Vorarlberg og de omkringliggende regioner. Museets begivenheder omhandler den jødiske nutid i Europa, diaspora og Israel, såvel som med spørgsmål om fremtiden for det europæiske immigrationssamfund.

#### Musikmuseer
I forbindelse med musikfestivalen Schubertiade, der blev grundlagt her, blev der oprettet en række museer, der beskæftiger sig med forskellige aspekter af musikken, man kan præsenteres for her.
Franz Schubert Museum er dedikeret til den Wienerklassiske komponist Franz Schuberts liv. Det overfor liggende "Dreimäderlhaus-Museum" beskriver - baseret på operetten med samme navn fra 1916 - de legender og finurligheder, der har skabt beskæftigelsen med Schubert. Elisabeth Schwarzkopf Museum omhandler en af de vigtigste sopraner fra det 20. århundrede. I "Musik- og LP-museum Walter Legge" kan man se originale dokumenter fra det omfattende arkiv for den første og en af de vigtigste grammofonpladeproducenter for den klassiske musik.

#### Hohenems- og Nibelungenlied-Museum
Dette museum handler om byens historie, med blandt andet opdagelsen af Nibelungen håndskrifterne C og A i slutningen af det 18. århundrede.

#### Museum Stoffels Säge-Mühle
Museet "Stoffels Säge-Mühle" ligger i et historisk industriområde, der allerede er notarisk nævnt i 1626. Siden 1835 er bygningen, som allerede dengang husede to save drevet af vandhjul, ejet af familien Amann (husnavn "Stoffels"). Museet dokumenterer på 600 m² 2000 år med teknologi og udvikling af møller og savværker frem til i dag.
Den består af to dele:
I friluftsmuseums-delen finder man en vanddreven sav og mølle i sin historisk oprindelige størrelse og omgivelser, 30 værktøjer til savværks- og mølleindustrien, samt impeller for både Pelton-, Kaplan- og Francis-turbiner.
Møllemuseet huser 35 møllemaskiner fra 1880'erne, mølleteknologi fra perioden 1920 til 1955, og helt hen til computerstyrede møller fra 1990'erne. Informationstavler beskriver hvededyrkning og melproduktion.

### Bygningsværker
- Ruine Alt-Ems Borganlægget Alt-Ems med sine syv porte, en klapbro og 47 rum var engang en af de største borganlæg i det sydtyske område. Beliggende i en højde på 740 meter over havets overflade, ca. 300 meter over Rhindalen, havde borgen oprindeligt en længde på 800 meter og en bredde på op til 85 meter. Man kan stadig se den sagnomspundne "Konradsbrunnen" i den indre gårdhave. [3]

- Schloss Glopper - Burg Neu-Ems
- I år 1343 byggede ridder Ulrich I. af Ems bygget på højderyggen ved Alpenrheintal i Emsreute, i nærheden af sin fæstning "Alt-Ems," en ny borg til sin store familie i tilfælde af uroligheder. "Burg Neu-Ems," også kaldet "Schloss Glopper" eller i folkemunde "Glopper", faldt 1843 i hænderne på Clemens Waldburg-Zeil-Lustenau-Hohenems og tilhører siden da denne familie.
- Palast Hohenems Paladset Hohenems blev tegnet og bygget af Martino Longhi den ældste mellem 1562 og 1567. Paladset er den vigtigste renæssancebygning i det vestlige Østrig.
- Rådhuset Rådhuset var oprindeligt paladsets gæstehus og var også tegnet af Martino Longhi.
- Altes Rathaus Det gamle rådhus ligger i den ældste bydel i Hohenems ved Sägerstraße i retning af Emsreute og fungerede som rådhus fra 1637 til 1830. Bygningen, også kendt som "Kanzlei", ejes af byen, og er fredet
- Salomon-Sulzer-Saal (tidligere synagoge) 1770 til 1772 byggede byggemester Peter Bein denne bygning i senbarok, klassicistisk stil, og var en af de vigtigste synagogebygninger i området ved Bodensøen - en enkubisk konstruktion med mansardtag. Mellem 1863 og 1867 blev synagogens indre genopbygget, og fik et tårn med ur og slagværk.
- Jüdischer Friedhof Hohenems Den jødiske kirkegård er beliggende i byens sydlige udkant. Den blev bygget i 1617 i anledning af jødernes ankomst i Hohenems.
- Pfarrkirche Hohenems Bygget i 1796-1797, hvor Hannibal-Kirche tidligere lå, og er forbundet af en gangbro med Palast Hohenems, er dedikeret til St. Karl Borromæus, skytshelgen for Hohenems.
- Pfarrkirche Herrenried
- Markus-Sittikus-Saal Bygget i 1913 efter planer af arkitekten Hanns Kornberger, fungerede bygningen som gymnastiksal i over ni årtier - sidste renovering resulterede i en ombygning til en koncertsal, og blev taget i brug første gang ved Schubertiade Vorarlberg i 2005. Hallen er opkaldt efter Markus Sittikus von Hohenems, der var ærkebiskop af Salzburg fra 1612 til 1619.
- Broderi Amann Dette broderi er repræsentativ for formålsrettet arkitektur fra perioden før den 1. verdenskrig og blev bygget 1910 og 1911 af arkitekten Hanns Kornberger (1868-1933), som selv stammer fra Vorarlberg.

### Regelmæssige begivenheder
- Flere gange om året er Hohenems vært for 'Schubertiade', der fokuserer på Schuberts musik og hans tid. Arrangementerne foregår sædvanligvis i Markus-Sittikus-Saal.
- Den årlige festival "Homunculus", som af arrangørerne bliver kaldt "Festival for dukker, pointer og poesi"
- Hohenemser Chor- und Orgeltage er en kor- og orgelfestival der finder sted årligt i løbet af tre dage i begyndelsen af oktober
- Kulturfestivalen "Emsiana" finder sted en weekend i maj, og byder på guidede ture, foredrag og udstillinger, forelæsninger og koncerter

- Wikimedia Commons har flere filer relateret til Hohenems

1. ↑  Alfred Steinitzer, Geschichtliche und kulturgeschichtliche Wanderungen durch Tirol und Vorarlberg. Innsbruck 1905, S. 474.
2. ↑  Bernhard Amann: Stoffels Säge-Mühle. Eine weltweit einzigartige kulturgeschichtliche Dokumentation über 2000 Jahre Mühlentechnik, folder fra museet, Hohenems, år 2012
3. ↑  Sage: Der Konradsbrunnen in Hohenems. Website von sagen.at.